# The Christian Harmony

The Christian Harmony (littéralement en français : l'Harmonie chrétienne) est un recueil de cantiques et d'airs utilisant le système des shape notes, compilé par William Walker. L'ouvrage a été publié en 1866 (1867 selon certaines sources) aux États-Unis. Il fait partie de la grande tradition des chants à shape notes.

## Origine
William Walker est né en 1809 en Caroline du Sud, et a grandi près de Spartanburg. Il devint meneur de chants Baptistes, et "maître de chant" dans la tradition des shape notes. Walker et Benjamin Franklin White, éditeur de The Sacred Harp, épousèrent deux sœurs. En 1835, Walker publia un recueil de chants titré The Southern Harmony (L'Harmonie du Sud), écrit en notation à quatre shapes (fasola). Il a incorporé plus de la moitié du contenu de The Southern Harmony dans The Christian Harmony en 1866. Pour The Christian Harmony, Walker a transformé le système à quatre shapes en système à sept shapes (doremi). Conservant les quatre shapes de The Christian Harmony, il a conçu lui-même trois autres shapes. Pour justifier son renoncement à la forme en quatre shapes qu'il promouvait auparavant, Walker a expliqué que des parents refuseraient de dénommer leurs sept enfants avec seulement quatre prénoms. Une deuxième édition a été publiée en 1873. William Walker est mort le 24 septembre 1875.

## Les éditions ultérieures
Avant la publication d'une nouvelle édition combinée de The Christian Harmony en 2010, deux éditions ont été diffusées : le Carolina book (Livre de Caroline) ou Walker book et l'Alabama book (Livre d'Alabama) ou Deason book.

### Carolina book
Les livres distribués dans l'ouest de la Caroline du Nord et les régions adjacentes sont des réimpressions de l'édition de 1873 du Christian Harmony de Walker, réalisées en 1979, 1994 et 2002. Dans ces réimpressions, aucune chanson d'origine n'a été modifiée, mais quatre chansons et quelques commentaires ont été ajoutés.

### Alabama book
L'édition Alabama est une révision, réalisée sous la direction de O. A. Parris et John H. Deason, et publiée en 1958. Cette édition utilise le système de notation à sept shapes de Jesse B. Aikin (en). Cette modification a été apportée parce que le système d'Aikin était le plus répandu parmi les chanteurs de gospel du Sud. En outre, la révision de 1958 a entraîné la suppression de certains morceaux et l'ajout de nouveaux :

« Nous avons retiré 179 chansons de l'ancien livre. Celles-ci se trouvent être des chansons très rarement voire jamais interprétées. Nous avons changé la numérotation sauf pour 34 chansons et dans tous les cas où c'était difficilement évitable. Nous avons donné plus de place à 37 de ces chansons, afin qu'elles soient plus faciles à lire. Nous avons inclus 102 chansons, anciennes et nouvelles, que nous croyons très utiles pour faire de ce livre un ouvrage meilleur et plus pratique. (Préface de l'édition de 1958) »

Il a été utilisé principalement dans l'Alabama et le Mississippi. Des rééditions de l'Alabama book ont été publiées en 1994, avec quelques changements de chansons et des corrections, et de nouveau en 2002.

### L'édition combinée de 2010

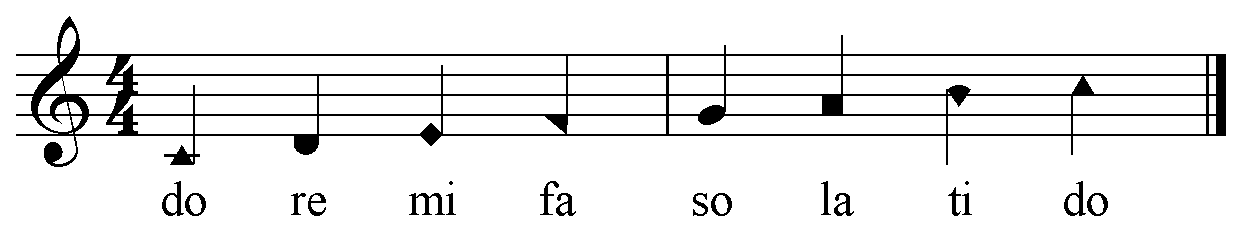
Le système de notation d'Aikin à sept shapes.

L'édition 2010 contient 672 chansons. La mise en page est rénovée, et le livre utilise le système de notation d'Aikin à sept shapes.
Les pages 1 à 381 reproduisent en grande partie le contenu et la pagination de l'Alabama book de 1958. Les pages 397 à 541t contiennent des chansons présentes dans le Carolina book, mais omises par les rédacteurs de 1958 (environ 200 titres), dans l'ordre (les pages 388, 393b, et 545b contiennent également de la musique du Carolina book, dans un ordre différent). Les pages 382, 384-385, 543–545t, 546-548, et 549b (la dernière chanson du livre) contiennent de nouveaux morceaux qui ne sont pas inclus dans le Carolina book ou dans l'Alabama book de 1958. Les douze dernières pages et demi présentent des chansons de l'Alabama book de 1958 qui ont été déplacées pour une mise en page plus aérée.

## Communautés de chant (singings) et traditions
En 1933, George Pullen Jackson a fait des comptes rendus sur des singings basées sur The Christian Harmony dans quatre états : la Caroline du Sud (dans et autour de Spartanburg et dans les comtés de York, de l'Union, et de Greenville), la Caroline du Nord (dans les comtés de Rutherford et de Buncombe), le sud du Missouri (une tradition de singings qui remonte à 1889), et de l'Alabama (56 chants en 1932 dans « nine mid-state counties »). L'éditeur, la E. W. Miller Company de Philadelphie, a déclaré des ventes en grande partie limitées à la région de Spartanburg à cette époque.
Les minutes publiées en lignes portent sur 43 singings de The Christian Harmony en 2010 (douze en Caroline du Nord, neuf en Alabama, six en Géorgie, six en Virginie, cinq en Caroline du Sud, trois dans le Tennessee, un dans le Mississippi, et un dans le Texas) et vingt-trois singings en 2011 (onze en Caroline du Nord, trois en Caroline du Sud, trois dans le Tennessee, trois en Géorgie, deux dans l'Alabama, et une dans l'Arkansas). Le Camp DoReMi, une singing school d'été organisée chaque année à Little Swizerland, en Caroline du Nord, utilise à la fois The Christian Harmony et The New Harp of Columbia.
La Christian Harmony Convention du Comté de Newton, dans le Mississippi, a été constituée en 1875, et est supposée être la plus ancienne convention en activité de manière ininterrompue autour de The Christian Harmony. Ce singing a développé ou a préservé quelques caractéristiques traditionnelles particulières, comme un style de bourdonnement soutenu et l'utilisation de The Drone comme chant final.
Une tradition de singing avec des racines profondes existe toujours dans les comtés de Haywood et de Transylvania, en Caroline du Nord. Le « Old Folks Day », organisé à Canton, présente depuis le XIXe siècle des singings interprétant The Christian Harmony, dans l'église méthodiste Morning Star, et auparavant dans l'église Locust Field (aujourd'hui First Baptist Church). Le singing semestriel d'Etowah, désormais organisé à Horse Shoe, en Caroline du Nord, se tient depuis 1909.
Le dimanche 27 octobre 2013, le premier all-day singing de Christian Harmony en Europe a eu lieu dans l'église St Mary, à Primrose Hill, hébergé par les chanteurs de Sacred Harp de Londres, qui chantent maintenant régulièrement à partir de l'édition 2010 de The Christian Harmony de Walker. Les participants étaient des chanteurs de Sacred Harp du Royaume-Uni et d'Irlande du Nord, d'Europe continentale et des États-Unis. L'événement est programmé pour se tenir le dernier dimanche d'octobre chaque année, au même endroit. D'autres singings de Christian Harmony se sont depuis développés en Europe.

## Sources
- (en) White Spirituals in the Southern Uplands, par George Pullen Jackson, p. 331-335